# Comoditização
Comoditização (ou comodificação) é a transformação de bens e serviços (ou coisas que podem não ser normalmente percebidos como bens e serviços) em um commodity.
O entendimento marxista de commodity é distinto do significado de commodity na teoria econômica geral .
O uso mais antigo da palavra Comoditização em inglês (Commodification) é atestado no Oxford English Dictionary data de 1975.[carece de fontes?]
O uso do conceito de comoditização se tornou comum com o aumento da análise crítica do discurso na semiótica.[carece de fontes?]

## Teoria Marxista
Em economia política Marxista, Comoditização toma lugar quando o valor econômico é assinalado a algo não previamente considerado em termos econômicos; por exemplo, uma ideia, identidade ou sexo. Então, comoditização se refere a expansão do mercado para áreas anteriormente não comerciais, e o tratamento de coisas como se elas fossem commodities comerciáveis.